# Ocultamiento entre Júpiter y la Luna de 2013
| Previo                                  | Ocultamiento entre Júpiter y la Luna de 2012 |
| Posterior                               | Ocultamiento entre Júpiter y la Luna de 2025 |
| Vista de Júpiter acercándose a la Luna. |                                              |
| Duración (h0:min53:s38)                 |                                              |
| Total                                   | 1:05                                         |
| Contacto el planeta Júpiter             |                                              |
| Inicio                                  | 0:55 UTC-3 3:55 UTC                          |
| Fin                                     | 2:00 UTC-3 5:00 UTC                          |

El ocultamiento entre Júpiter y la Luna del 22 de enero de 2013 fue un fenómeno que pudo ser visto desde varios países como la Polinesia Francesa y también Sudamérica (desde el norte de la Patagonia). La Luna, el satélite natural de la Tierra, ocultó al planeta más grande del Sistema Solar por primera vez en dicho año. El próximo tendrá lugar el 14 de agosto de 2025.

## Las observaciones desde diferentes puntos de vista
Según se pudo observar a las 0:55 (UTC-3) del 22 de enero, el planeta entró en contacto con el limbo oscuro de la Luna en cuarto creciente y dos minutos después desapareció totalmente para luego reaparecer cerca de las 2 de la madrugada por el lado opuesto.
Este eclipse de Júpiter se observó a simple vista en lugares como Buenos Aires y San Juan (en Argentina) y en varios puntos de América del Sur.
Cabe resaltar que con instrumentos ópticos pudo apreciarse en detalle lo que ocurrió con los cuatro mayores satélites de Júpiter, los satélites galileanos. En efecto, en primer lugar se ocultó Calisto, luego Io, seguido por el propio Júpiter con Europa y por último Ganímedes. La duración del evento dependió del lugar de observación. Además, se pudo simular con Stellarium, un programa gratuito y suficientemente preciso.

## Galería de fotos

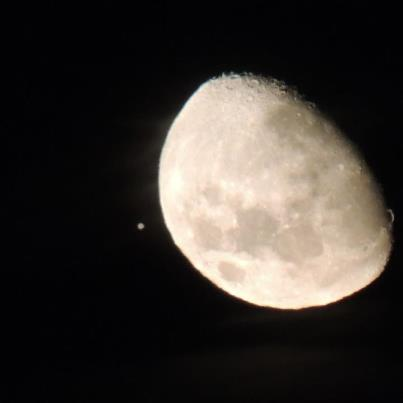
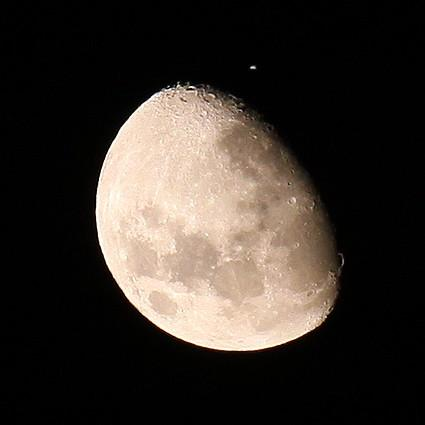
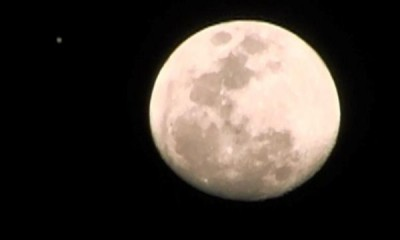
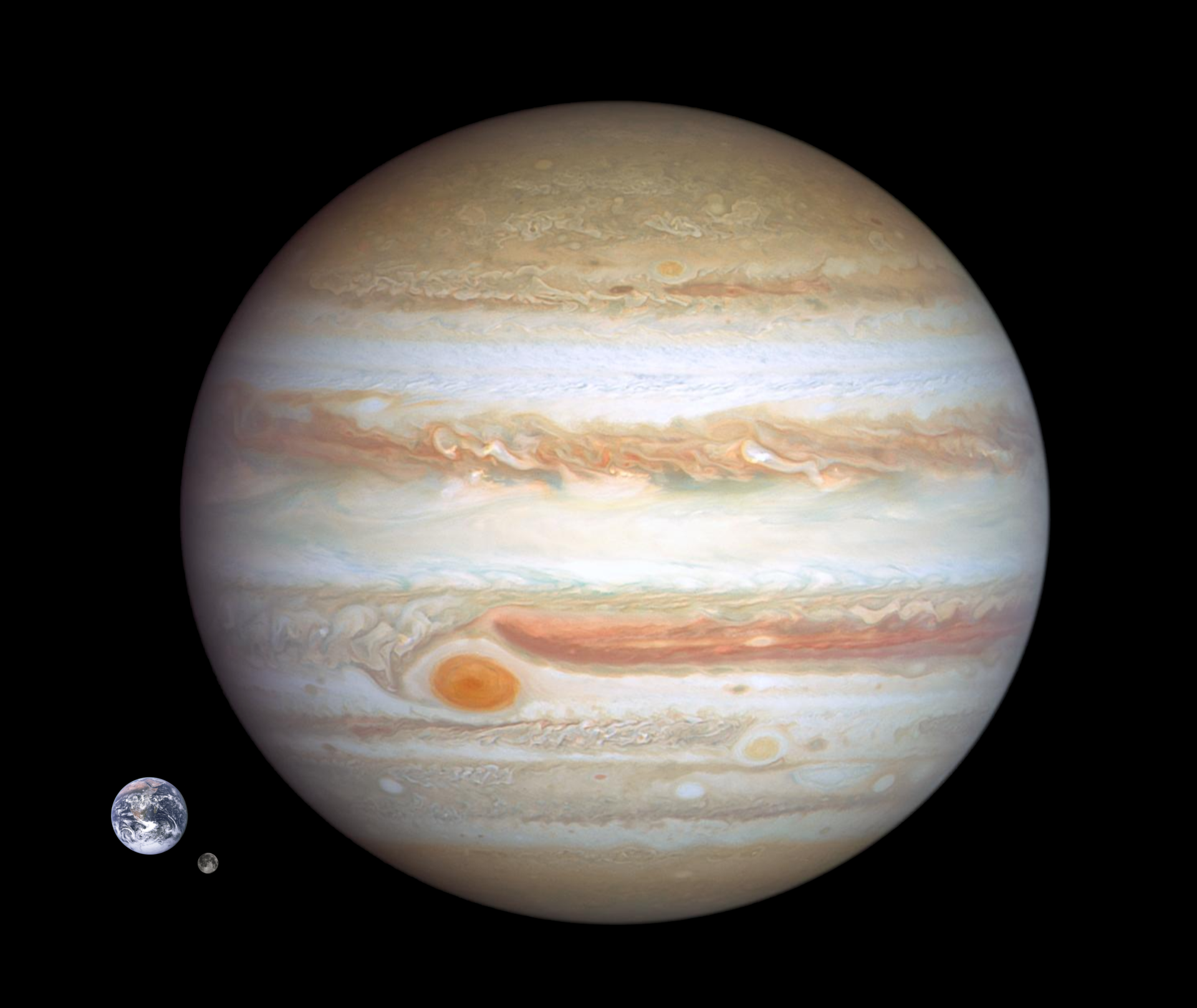
Comparación de tamaños entre la Tierra, la Luna y Júpiter